# Плавки

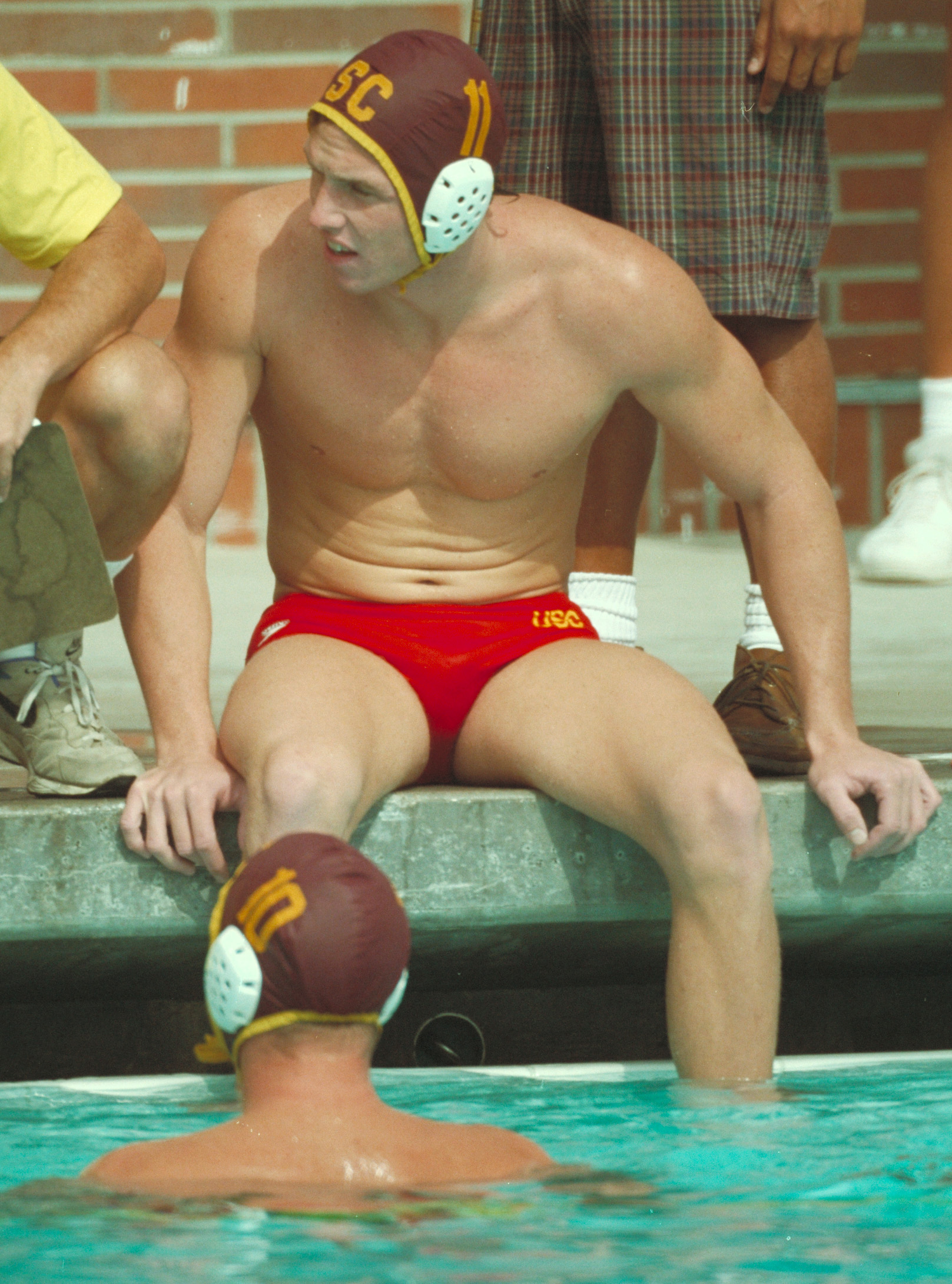
Игрок в водное поло в плавках-трусах

Пла́вки — мужские трусы или шорты, предназначенные для плавания.

## Эволюция
Впервые мужская одежда, предназначенная для плавания и отдалённо напоминающие плавки, появляется, вероятно, в начале XIX века. Одним из первых изображений плавок является гравюра из серии «Le Suprême Bon-Ton», датирующейся 1810-ми годами, предположительно, надетые на пловцах плавки изготовлены из хлопка. Однако, по-видимому, в это время большинство мужчин всё ещё купались обнажёнными. Начиная с середины XIX века на протяжении длительного времени мужчины купались в костюмах, закрывающих торс (как в виде трико, так и в виде комбинации трусов/шорт и майки). В частности, в США поправки в законодательства некоторых штатов, которые разрешили мужчинам появляться на публике с голым торсом, были внесены лишь в 1937 году. Тем не менее, плавки продолжали использовать наряду с закрытыми купальниками, купаясь в водоёмах (как пресных, так и на море) и в купальнях, как в общественных, так и в частных. Однако на пляже из соображений приличия в них не ходили — на смешанных пляжах, где также купались женщины, был разрешён только закрытый купальник. Так, на французском курорте Трувиль ещё в 1891 году, согласно статье в журнале «L'Illustration», действовало довольно ханжеское уже по тем временам разделение пляжа на по половому признаку плюс смешанное отделение для обоего пола: в мужском отделении можно было носить и плавки, но в смешанном — только закрытый купальник (подобный факт отражён и в искусстве: так, известна карикатура писателя и художника Жоржа дю Морье, опубликованная в журнале «Punch» в 1870 году, и изображающая престарелого толстяка-джентльмена в одних плавках, случайно заплывшего к женскому купальному фургону вместо своего). Плавки XIX века были белыми, цветными, а также в полоску или крапинку. В дореволюционной России, а также в первые годы советской власти мужские и мальчишеские плавки носили названия «купальные штаны/штанишки», «купальные брюки», «купальные панталоны» и «купальные трусы/трусики». Впрочем, последнее название используется и в советских ГОСТах 1980-х и начала 1990-х годов и современных российских ГОСТах. Название «плавки» закрепилось, по-видимому, ещё к 1930 г.
Англиканский священник и мемуарист XIX века Фрэнсис Килверт (англ. Francis Kilvert), поборник нудизма, в своём дневнике за 24 июля 1873 года описывает, что, будучи в городе Ситон английского графства Девон, мальчик-служка принёс ему, сидевшему в купальном фургоне, полотенце и плавки в красно-белую полоску, хотя он сдуру их так и не одел, войдя в воду уже обнажённым. Уже выходя на берег, он заметил, что за ним, «невоспитанным голым дядькой» (англ. rude naked man), с интересом наблюдали несколько мальчишек, а проходившие мимо него две дамы, на взгляд Килворта, «не имели никаких возражений» (англ. seemed to have no objection). В записи за 12 июня того же года Килверт, уже находясь в городе Шанклин на шотландском острове Уайт, ужасается привычке купания мужчин в плавках, однако тут же он пишет, что несмотря на «отвратительный», на его взгляд, «обычай купаться в подштанниках» (англ. detestable custom of bathing in drawers), нехотя одел их, но бурные морские волны во время плавания порвали их и стянули до лодыжек, и затем, выброшенный волнами ближе к берегу, Килверт остался лежать с порванными плавками, и уже выходя из воды, снял их на глазах двух дам. Бытовали плавки в XIX веке и во Франции. В частности, на полотне Фредерика Базиля «Летняя сцена» 1869 года изображены мужчины в хлопковых плавках-шортах. Также плавки отображены на некоторых картинах Поля Сезанна, например, на полотне «Купальщик» из собрания нью-йоркского Музея современного искусства. В школах плавания, массово открывавшихся во Франции во времена реставрации Бурбонов плавки были, в частности, синего и красного цветов. Носители этого предмета одежды соответствующих цветов даже объединились в своего рода корпорации — носители красных были более высокоранговыми, нежели синих. Красные плавки считались показателем более профессиональных пловцов. В эпоху же Июльской монархии эта традиция сошла на нет (хотя некоторое время после этого ношение красных плавок при купании в море считалось признаком хороших пловцов). Эжен Бриффо в своём очерке «День в школе плавания», опубликованном в книге «Бес в Париже», по этому поводу писал:

В школах уже нет ни синих калесонов (sic!), ни красных; всё пёстрое; гонятся за оригинальностью, но чаще всего попадают в уродливое и смешное. Есть странные пеньоары, эксцентрические костюмы, калесоны на манер турецких, арабских, шотландских, греческих и польских; бывают купальщики, которые щеголяют переодеваньями и не окунаются никогда, и ходят в школу плавания словно на маскарадный бал.
Оригинальный текст (фр.)Il n’y a plus dans les écoles ni caleçons bleus, ni caleçons rouges ; on court après l’originalité, mais le plus souvent, on n’attrape que le grotesque et le ridicule. Il y a des peignoirs bizarres, des costumes excentriques, et des caleçons qui jouent au turc, à l’arabe, à l’écossais, au grec et au polonais ; on rencontre des baigneurs qui paradent déguisés, ne se mouillent jamais, et qui vont à l’école de natation comme ils iraient au bal masqué.
— Бес в Париже: Париж и парижане : Нравы и обычаи, характеры и портреты парижских жителей, полная картина их жизни домашней, публичной, политической, артистической, литературной, промышленной, и проч. и проч. Часть I.. — СПб.: Издание П. И. Мартынова, 1846.
Кроме того, Бриффо упоминает о том, что первые школы плавания в Париже открылись за сорок лет до этого, там за плату желающим раздавались плавки, но большинство всё же купались обнажёнными.
В СССР плавки в виде трусов носили ещё в 1920-е годы, хотя нудизм всё же был популярнее, и купальные костюмы как явление вызывали у советских граждан отторжение и изумление.
Окончательно плавки вместо закрытых купальников распространились в середине-конце 1930-х годов и в течение следующих десяти лет оформились в два сохраняющихся и поныне направления: облегающие трусы и подобие шорт.

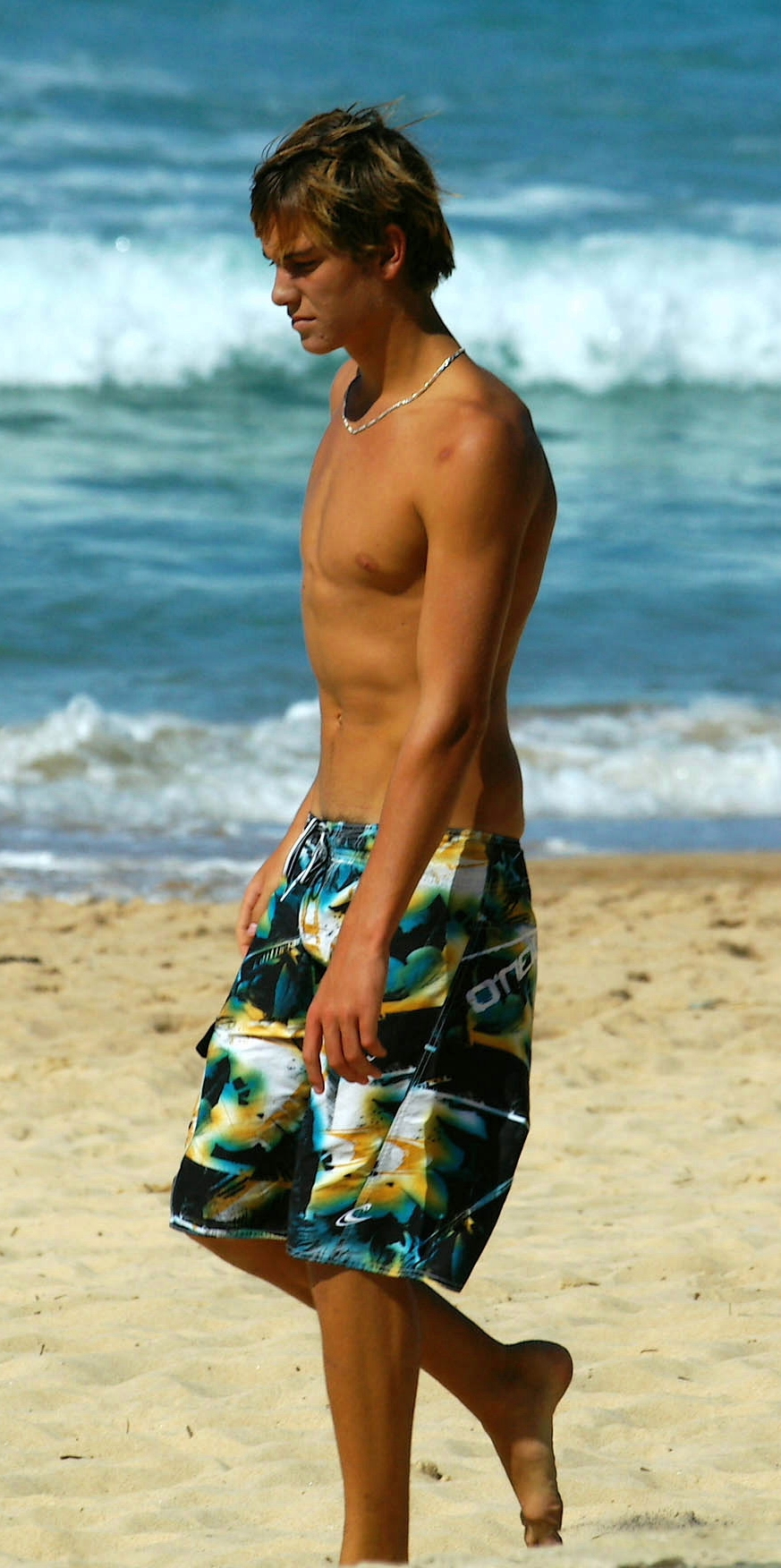
Плавки-шорты

Плавки-трусы поначалу имели спереди подобие юбки для скромности, были снабжены ремнём и выпускались в неброских цветах. В СССР 1950-1960-х годов годов плавки-трусы изготавливались из бязи или сатина преимущественно тёмных цветов, как и одно-, так и двухслойными. Для того, чтобы они плотно облегали фигуру, на левом боку могли присутствовать застёжка на пуговицах, шнуровка на кольцах или завязка на тесёмках. Плавки-шорты отличались эластичной талией, внутренней поддержкой для гениталий, и бо́льшим разнообразием цветов, иногда с цветочным или геометрическим рисунком.
Плавки-трусы развивались в направлении большей открытости, под влиянием австралийской компании спортивной одежды Speedo, где дизайнер Питер Трэйвис в 1959—1962 году продвигал идею более укороченных трусов, опирающихся на бёдра, а не на талию. Развитие шло медленно: современный минималистский размер был достигнут лишь в 1972 году и даже юбка полностью исчезла лишь к олимпийским играм в Токио (1964 год) (Спидо предлагал вариант без юбки с начала 1950-х годов). Однако в СССР 1960-х спортивные плавки были дефицитом, их могли позволить не все, и некоторые купались в обычных трусах.

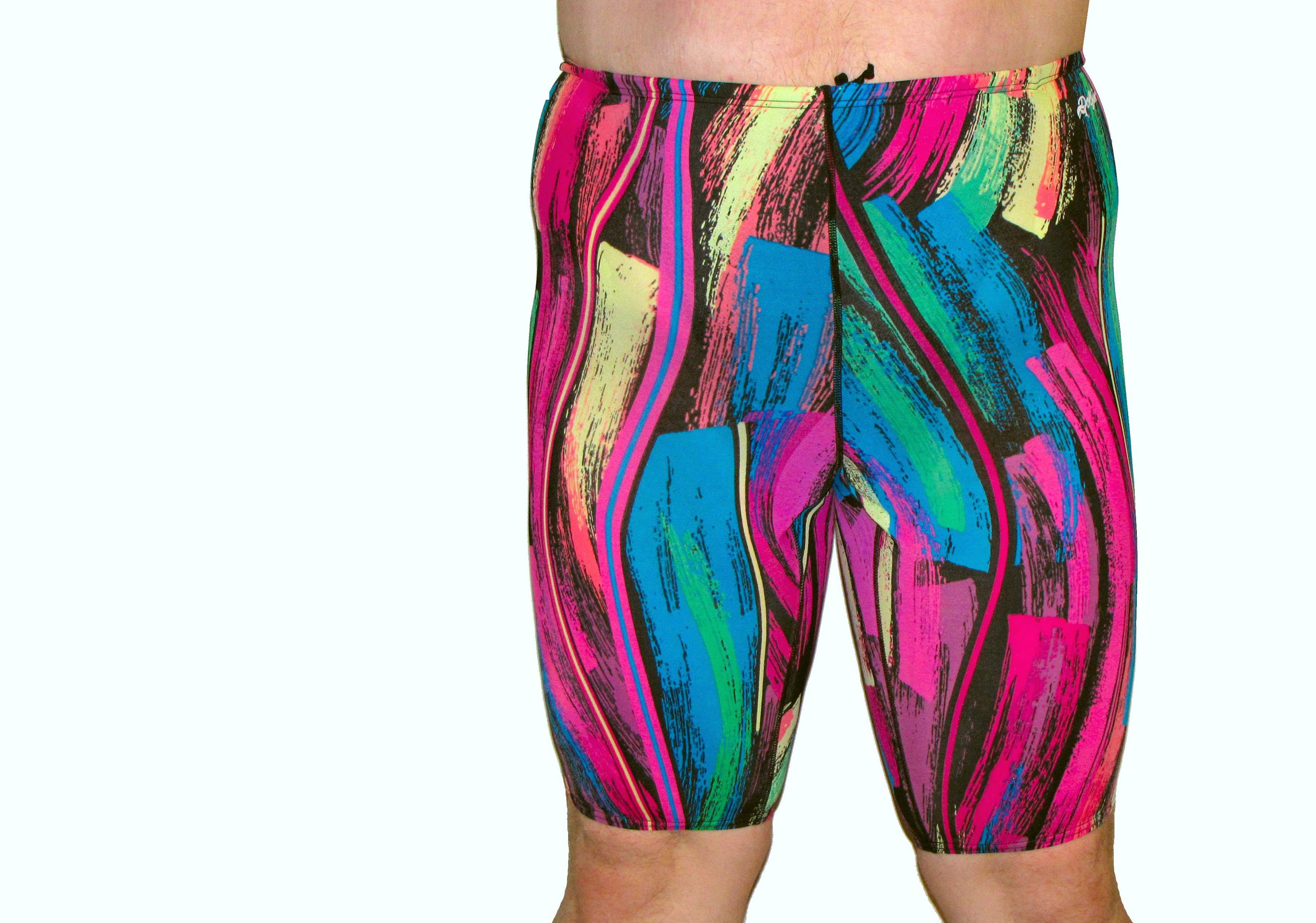
Современные спортивные плавки (jammers)

В XXI столетии дизайнеры отбросили идею, что мужские плавки должны иметь функциональный крой, без трюков, применяемых в женской одежде. Так, дизайн AussieBum (2006) обеспечивает выпуклость в промежности даже в самую холодную погоду. Такой крой подходит не всем (лозунг AussieBum: «Если вы не уверены в себе, носите что-нибудь другое»). По состоянию на 2010 год, плавки-шорты более популярны, чем плавки-трусы, возможно, из-за неуверенности мужчин в эстетике своего тела.

## Влияние на культуру
Облегающие плавки эффектно подчёркивают мужское тело, немалую роль в установлении связи между образом альфа-самца и дизайном Спидо сыграл Марк Спитц, который, будучи одет в минималистские плавки, завоевал семь золотых медалей на олимпиаде в Мюнхене в 1972 году.
Менее открытый дизайн, прикрывающий верхнюю часть бёдра, также сохранил популярность, частично благодаря сцене в фильме «Казино „Рояль“», где Дэниел Крейг выходит из воды в голубых плавках от Ла Перла. Этого эпизода не было в сценарии фильма; он был добавлен, когда режиссёр заметил эффект, производимый на женщин Крейгом в этих плавках.